# Maison du Perron
La maison du Perron, aussi dénommée ancienne salle de justice et hôtel de ville ou le Parloir aux Bourgeois ou des Trois Rois, est située dans la ville de Chartres, préfecture du département français d'Eure-et-Loir, en région Centre-Val de Loire.

## Description
La maison date des XIIIe et XIVe siècles, confirmé par une datation des bois de charpente (ca. 1270).
Elle fait l’objet d’un classement au titre des monuments historiques depuis le 29 juin 1912.

## Architecture
Le bâtiment est sur quatre niveaux et l'entrée se fait par un porche à deux battants.

## Mobilier
De nombreux accessoires de construction ont été récupérés comme des clous,, blochets, et écharpes.

La maison du Perron
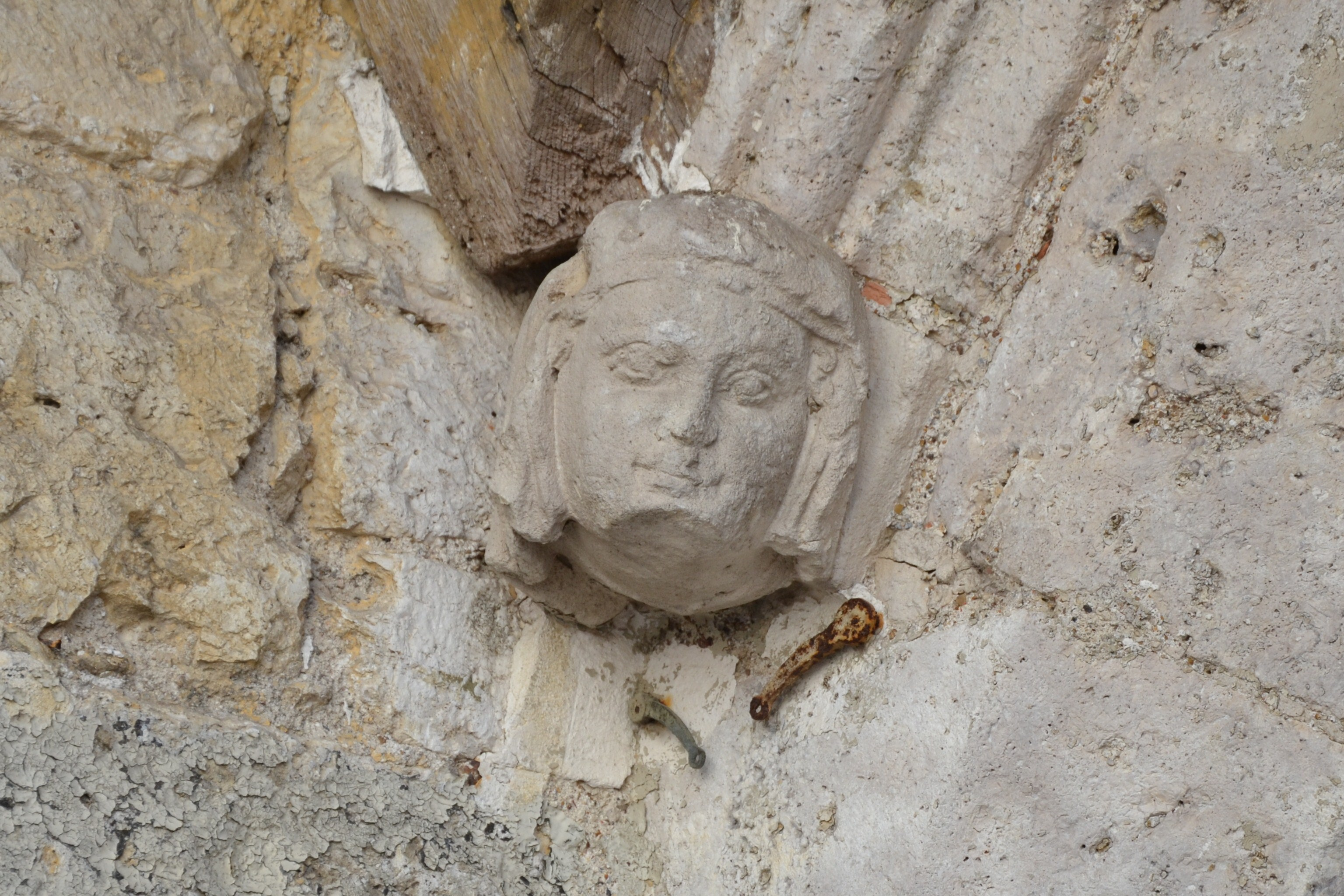
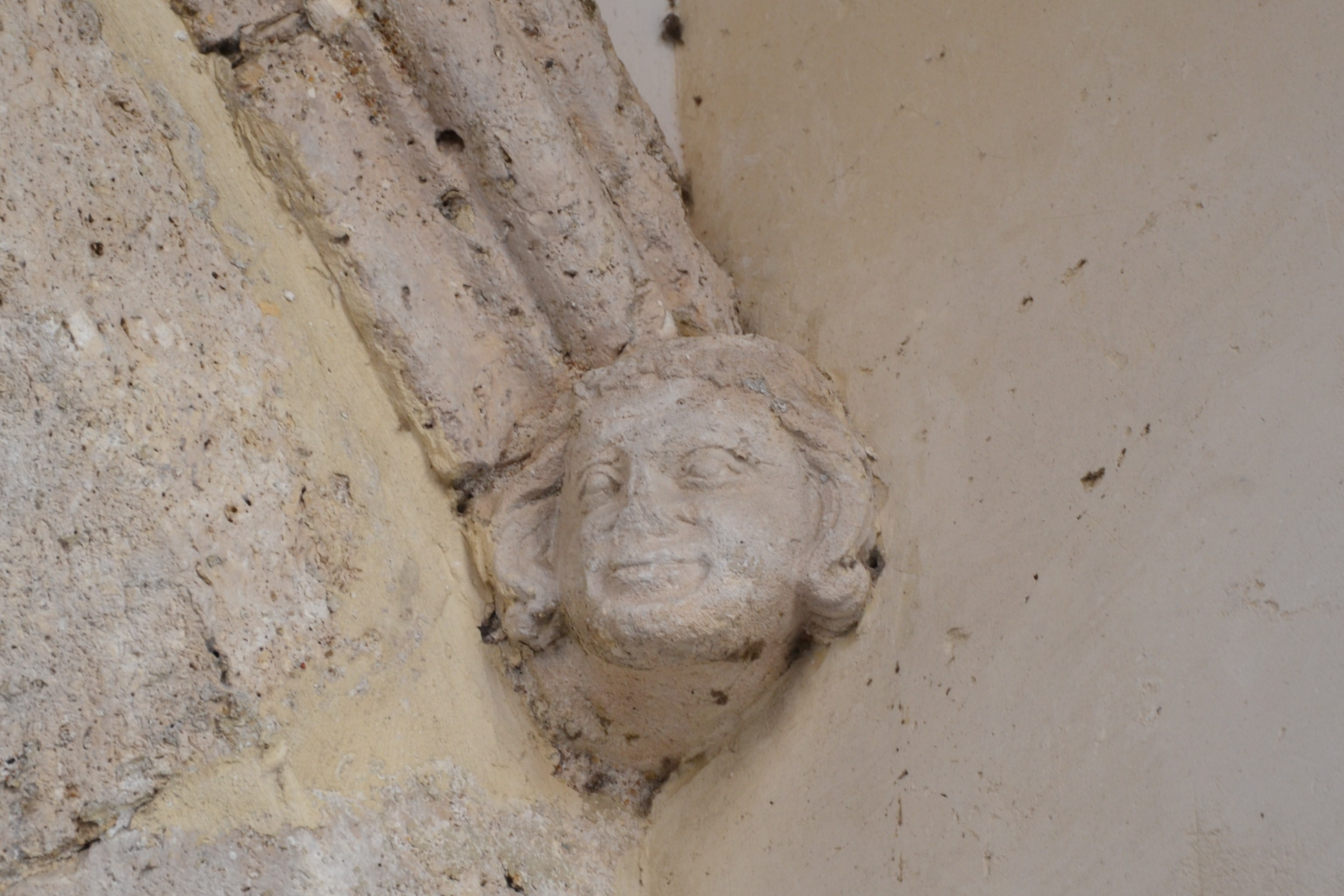
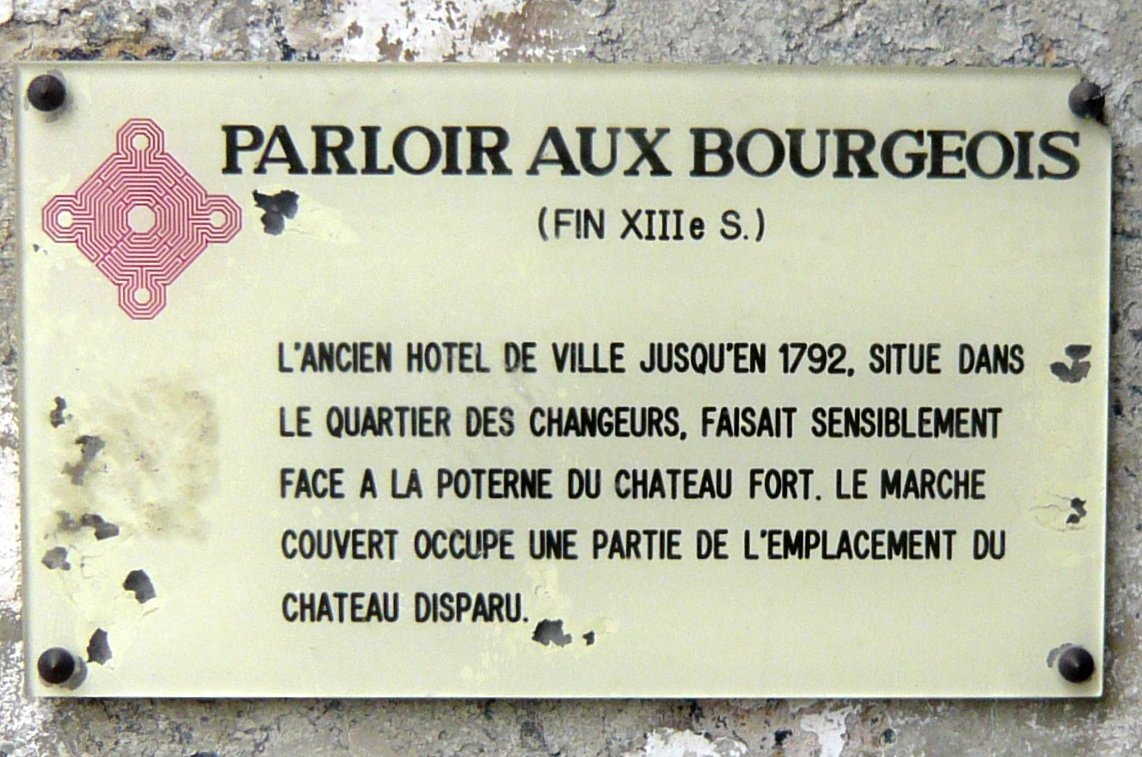